# María Espinalt
Maria Espinalt i Font (Barcelona, 29 de julio de 1910-Barcelona, 25 de junio de 1981) fue una cantante lírica de ópera española con tesitura de soprano. Compaginó los papeles operísticos con los personajes de zarzuela, realizando giras solo a escala nacional por las circunstancias históricas y sus propias decisiones personales.

## Biografía
En 1927 debutó en el Teatro Victoria de Barcelona con Cançó d’amor i de guerra de Rafael Martínez Valls. La temporada 1931-32 debutó en el Gran Teatro del Liceo como Gilda (Rigoletto), personaje emblemático que definío su carrera.